# Ceroplastes argentinus
Ceroplastes argentinus  (лат.) — вид полужесткокрылых насекомых-кокцид рода Ceroplastes из семейства ложнощитовки (Coccidae).

## Распространение
Южная Америка: Аргентина.

## Описание
Питаются соками таких растений, как Asteraceae: Eupatorium; Myrtaceae: Myrciantes pungens.
.
Таксон Ceroplastes argentinus включён в состав рода Ceroplastes Gray, 1828 (триба Ceroplastini) вместе с видами Ceroplastes albolineatus, Ceroplastes toddaliae, Ceroplastes uapacae, Ceroplastes alamensis, Ceroplastes ajmerensis, Ceroplastes royenae, и другими.